# (Just Like) Starting Over
〈(Just Like) Starting Over〉는 존 레논이 그의 음반 《Double Fantasy》를 위해 작곡하고 연주한 노래이다. 1980년 10월 24일, 영국에서 싱글로 발표되었고 3일 후 미국에서도 싱글로 발매되었으며, 레논이 살해된 후 미국과 영국 모두에서 1위에 올랐다. 2013년, 《빌보드》는 빌보드 핫 100 차트 "역대 최고의 노래"에서 이 곡을 62위로 선정했다.
오노 요코의 〈Kiss Kiss Kiss〉를 B-사이드로 한 이 싱글은 레논의 생애 마지막 싱글이었다.

## 싱글
이 곡은 《Double Fantasy》에서 발매된 첫 번째 싱글이고, 1975년 이후 레논이 발표한 첫 신곡이다. 그것은 레논이 음반에서 최고의 곡이라고 느꼈기 때문이 아니라 음반업계에서 5년 동안 자리를 비운 후 음악계에 복귀하는 상황에서 가장 적절했기 때문에 레논에 의해 선택된 것이다.

## 작곡 및 녹음
이 곡은 레논이 비틀즈 시절 발표한 "I Am The Walrus"와 "Happiness Is A Warm Gun", 그리고 솔로시절 발표한 "God"와 마찬가지로 3개의 미완성 곡으로부터 만들어졌다. 기원은 1979~1980년 경의 미완성 데모곡 "My Life"와 "Don't Be Crazy",  "The Worst Is Over"로 거슬러 올라가지만, Double Fantasy 세션에 맞추어 완료 해야하는 마지막 노래 중 하나였다. "My Life"는 인트로의 기초를 제공했고, "Don't Be Crazy"는 중간 세션에 적용됐다. "The Worst Is Over"는 구절과 코러스 부분에 적용됐다.
2005년 이 음반에서 프로듀서로서 참여했던 잭 더글라스는 "우리는 리허설 마지막 날까지 이 곡을 듣지 못했다"라고 증언하고 있다. 레논은 버뮤다에서 휴가를 보내는 동안 이 곡을 완성했고, 불과 몇 주 후 뉴욕의 더 히트 팩토리에서 녹음했다. 이 곡은 원래 "Starting Over"라는 제목이 붙여졌었지만, 같은 해 발매되었던 돌리 파튼의 싱글 "Starting Over Again"과 제목이 비슷한 관계로 출시 전에 "(Just Like)"가 추가되었다. 상업적으로 출시된 곡(오리지널 45rpm 싱글, LP 및 컴팩트 디스크)은 3분 54초의 길이로 재생되고 있지만, 라디오 방송국에서 처음 발행된 12인치 비닐 싱글은 더 긴 페이드 아웃을 특징으로 하며 공식적으로 4분 17초의 길이로 재생되고 있다.
첫 도입부에 티베트의 작은 종소리를 추가한 것은 그 당시의 레논의 삶과 10년 전 솔로 데뷔 앨범을 발표할 당시의 레논의 삶의 대비를 설명하는 한 방법으로 간주됐다. 고통의 감정을 담은 10년 전의 자전적 앨범 《John Lennon/Plastic Ono Band》에서는 음울하게 찢어지는 교회 종소리에서 시작됐다. 이 마지막 터치는 1980년 9월 26일에 작업이 완료됐다.

## 가사
이 곡은 기본적으로 오노 요코를 향한 메시지를 담고 있다. 특히 전반부 가사에서는 감상적이면서도 단순하고 진솔하며 분명한 메시지를 담고 있다. 존과 요코가 5년이라는 공백기를 가진 뒤에 재기를 꿈꾸며 공동으로 제작한 첫 음반의 서곡이었던 것이다.
| “ | 우리가 함께 한 삶은 매우 귀중한 것이었습니다. / 당신도 성장했고, 나도 성장했습니다. / 우리의 사랑은 아직도 소중한 것이지만 / 이제 한번 어디론가 멀리 비상해 보지 않으렵니까? (Our life together is so precious together, We have grown - we have grown, Although our love is still special, / Let's take our chance and fly away somewhere alone.) | ” |
|   | — (Just Like) Starting Over의 전반부 가사 |   |

하지만 가사의 일부 구절(It 's time to spread our "wings" and fly / Don 'let "another day" go by "my love")에서 "wings", "another day", "my love" 등 폴 매카트니와 관련된 단어를 집중적으로 넣고 있기 때문에 더불어 폴을 의식하고 있었을 가능성도 시사된다.